# Axel Tuanzebe
Axel Tuanzebe (Bunia, República Democrática del Congo, 14 de noviembre de 1997) es un futbolista británico. Juega como defensa y su equipo es el Burnley F. C. de la Premier League de Inglaterra. Ha representado a Inglaterra en las categorías sub-19, sub-20 y sub-21.

## Trayectoria

### Manchester United
Se integró a la academia del Manchester United a partir de la edad de ocho años. Fue miembro de equipo que disputaría la Milk Cup ganando los grupos de juveniles en 2013 y 2014. En 2015, Tuanzebe ganó el premio Jimmy Murphy Young Player of the Year. Paul McGuinness, entrenador de la Academia, señaló que fue el primer jugador de primer año en capitanear a los sub-18 desde Gary Neville.
El 31 de octubre de 2015 fue convocado, aunque como suplente, para un partido contra el Crystal Palace en la Premier League. Aquella fue su primera convocatoria con el primer equipo.
El 29 de enero de 2017 hizo su debut con el Manchester United. En el minuto 68 saltó al campo substituyendo a Timothy Fosu-Mensah durante una victoria 4-0  ante el Wigan Athletic en la FA Cup en Old Trafford. Cuatro días más tarde, extendió su contrato con el Manchester United hasta 2020, con la opción de un año más.
Jugó su primer partido de la temporada 2017-18 contra el Swansea City en la EFL Cup el 24 de octubre, jugando un papel clave en el segundo gol en la victoria 2-0. El 5 de diciembre de 2017 hizo su debut europeo en una victoria por 2-1 sobre el CSKA Moscú en la fase de grupos de la Liga de Campeones.

#### Cesiones
El 25 de enero de 2018 se unió al Aston Villa F. C. del Championship, cedido por el resto de la temporada. Sin embargo, las lesiones significaron que solo pudo pudo jugar cinco partidos antes de regresar al Manchester United.
Se unió al Aston Villa en préstamo nuevamente para la temporada 2018-19. Una vez esta finalizó regresó a Mánchester, donde estuvo dos años antes de volver al equipo de Birmingham en agosto de 2021 en una nueva cesión.
En enero de 2022 se canceló esta cesión y se marchó a la S. S. C. Napoli hasta final de temporada. Un año después recaló en el Stoke City F. C.
En junio de 2023 abandonó definitivamente la entidad mancuniana una vez expiró su contrato. Entonces estuvo un par de meses sin equipo hasta que a inicios de septiembre firmó por un año más otro opcional con el Ipswich Town F. C.
El 26 de junio de 2025 se anunció su fichaje por el Burnley F. C. a partir del 1 de julio una vez expirara su contrato con su anterior equipo.

## Selección nacional
Comenzó su carrera internacional en junio de 2016, cuando hizo su primera aparición para Inglaterra sub-19, contra México. Fue un miembro de la escuadra sub-20 que ganó los tres partidos en el Torneo de las Cuatro Naciones en octubre de 2016.
El 10 de noviembre de 2017 hizo su debut para Inglaterra sub-21 contra Ucrania.

## Vida personal
Nació en la República Democrática del Congo. Asistió a la escuela católica de St. Cuthbert en Rochdale y capitaneó el equipo de fútbol sub-7 a la final de la English English School Cup en Stamford Bridge en 2009, con un equipo que también incluyó a Connor Ronan y Johny Diba, que pasaron a convertirse en profesionales. En el mismo año, fue galardonado con el Sports Boy of the Year otorgado por el alcalde de Rochdale. También representó a su escuela en cross-country y triple salto. Él es el hermano menor del delantero Dimitri Tuanzebe jugador del Clitheroe F. C.

## Estadísticas

### Clubes
Actualizado al último partido disputado el 25 de mayo de 2025.
| Club                               | Div.          | Temporada     | Liga  | Liga  | Copas nacionales | Copas nacionales | Copas internacionales | Copas internacionales | Total | Total |
| Club                               | Div.          | Temporada     | Part. | Goles | Part.            | Goles            | Part.                 | Goles                 | Part. | Goles |
| ---------------------------------- | ------------- | ------------- | ----- | ----- | ---------------- | ---------------- | --------------------- | --------------------- | ----- | ----- |
| Manchester United F. C. Inglaterra | 1.ª           | 2016-17       | 4     | 0     | 1                | 0                | 0                     | 0                     | 5     | 0     |
| Manchester United F. C. Inglaterra | 1.ª           | 2017-18       | 1     | 0     | 1                | 0                | 1                     | 0                     | 3     | 0     |
| Aston Villa F. C. Inglaterra       | 2.ª           | 2017-18       | 5     | 0     | —                | —                | —                     | —                     | 5     | 0     |
| Aston Villa F. C. Inglaterra       | 2.ª           | 2018-19       | 28    | 0     | 2                | 0                | —                     | —                     | 30    | 0     |
| Manchester United F. C. Inglaterra | 1.ª           | 2019-20       | 5     | 0     | 2                | 0                | 3                     | 0                     | 10    | 0     |
| Manchester United F. C. Inglaterra | 1.ª           | 2020-21       | 9     | 0     | 2                | 0                | 8                     | 0                     | 19    | 0     |
| Manchester United F. C. Inglaterra | Total club    | Total club    | 19    | 0     | 6                | 0                | 12                    | 0                     | 37    | 0     |
| Aston Villa F. C. Inglaterra       | 1.ª           | 2021-22       | 9     | 0     | 2                | 0                | —                     | —                     | 11    | 0     |
| Aston Villa F. C. Inglaterra       | Total club    | Total club    | 42    | 0     | 4                | 0                | 0                     | 0                     | 46    | 0     |
| S. S. C. Napoli · Italia           | 1.ª           | 2021-22       | 1     | 0     | 1                | 0                | 0                     | 0                     | 2     | 0     |
| S. S. C. Napoli · Italia           | Total club    | Total club    | 1     | 0     | 1                | 0                | 0                     | 0                     | 2     | 0     |
| Stoke City F. C. Inglaterra        | 2.ª           | 2022-23       | 4     | 0     | 1                | 0                | ―                     | ―                     | 5     | 0     |
| Stoke City F. C. Inglaterra        | Total club    | Total club    | 4     | 0     | 1                | 0                | 0                     | 0                     | 5     | 0     |
| Ipswich Town F. C. Inglaterra      | 2.ª           | 2023-24       | 18    | 0     | 3                | 1                | ―                     | ―                     | 21    | 1     |
| Ipswich Town F. C. Inglaterra      | 1.ª           | 2024-25       | 22    | 0     | 1                | 0                | ―                     | ―                     | 23    | 0     |
| Ipswich Town F. C. Inglaterra      | Total club    | Total club    | 40    | 0     | 4                | 1                | 0                     | 0                     | 44    | 1     |
| Burnley F. C. Inglaterra           | 1.ª           | 2025-26       | 0     | 0     | 0                | 0                | ―                     | ―                     | 0     | 0     |
| Burnley F. C. Inglaterra           | Total club    | Total club    | 0     | 0     | 0                | 0                | 0                     | 0                     | 0     | 0     |
| Total carrera                      | Total carrera | Total carrera | 106   | 0     | 16               | 1                | 12                    | 0                     | 134   | 1     |
| 1. 2. 3.                           |               |               |       |       |                  |                  |                       |                       |       |       |